# كأس العالم للهوكي 1994
كأس العالم للهوكي 1994 هو الموسم 8 من  كأس العالم للهوكي. أقيم في 1994، وأشرف على تنظيمه الاتحاد الدولي للهوكي.